# Kaiser-Wilhelm-Gedächtniskirche

Kaiser-Wilhelm-Gedächtniskirche ("Kejsar Wilhelms minneskyrka") är en minneskyrka belägen på västra delen av Breitscheidplatz i Berlin. Kyrkan uppfördes 1891–1895 till minne av Wilhelm I efter ritningar av Franz Schwechten. Den 23 november 1943 förstördes kyrkan vid en bombräd under andra världskriget och har sedan dess varit en bevarad ruin. Under sin storhetstid mätte kyrkans torn hela 113 meter i höjd och var då en av Berlins högsta byggnader.
I folkmun kallas kyrkoruinen "den ihåliga tanden" ("Hohler Zahn").[källa behövs]
Arkitekten Egon Eiermann skapade den nya kyrkan bredvid som byggdes 1959–1963. Det nya tornet kallas för "läppstiftet" och kyrkan kallas "puderdosan" ("Lippenstift und Puderdose"). Kyrkan är ett populärt turistmål. Detta för att den till skillnad från vanliga kyrkor är åttakantig samt att dess blåtonade glas ger ett mycket besynnerligt ljus under dagen.

## Bilder

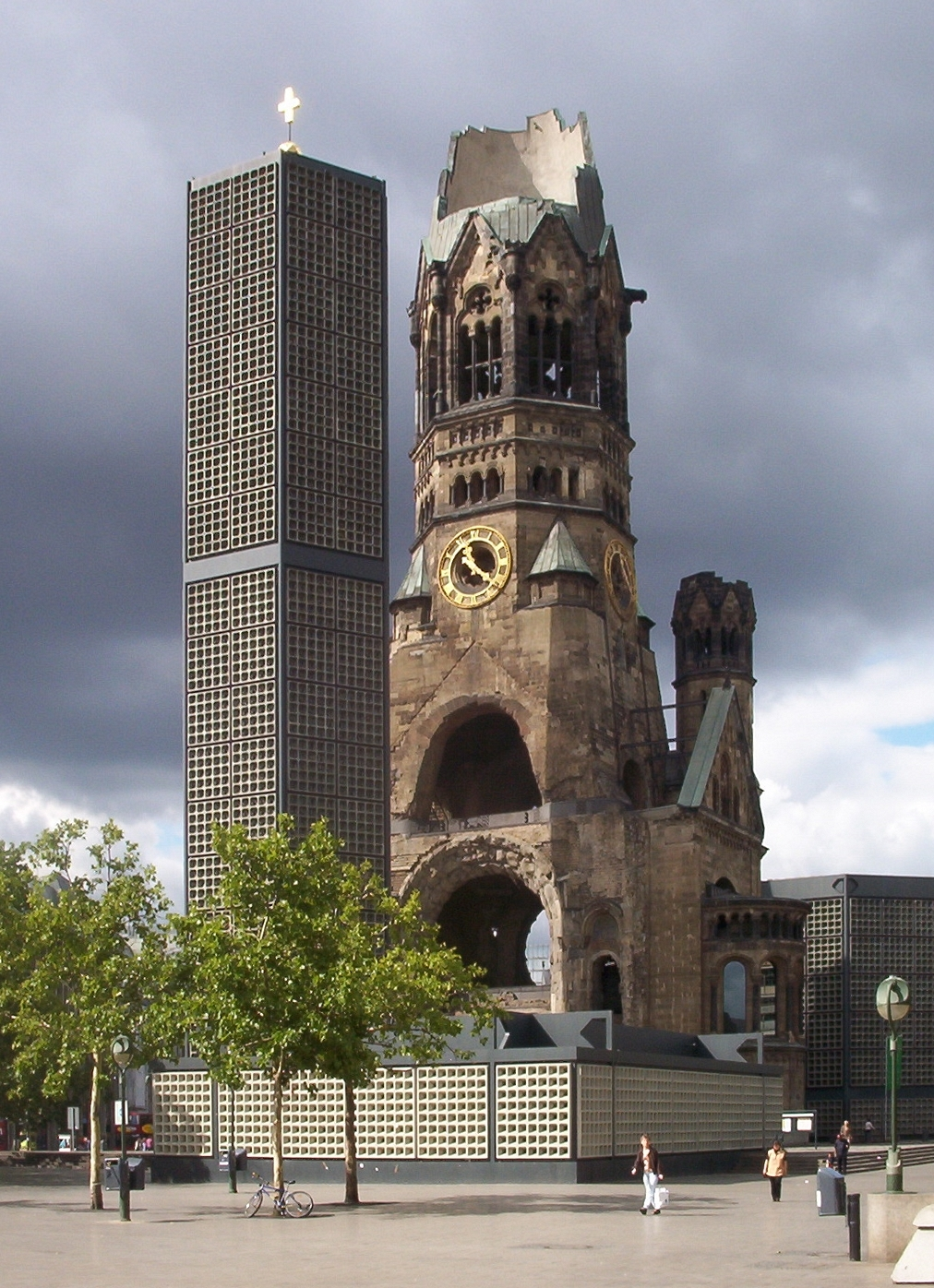
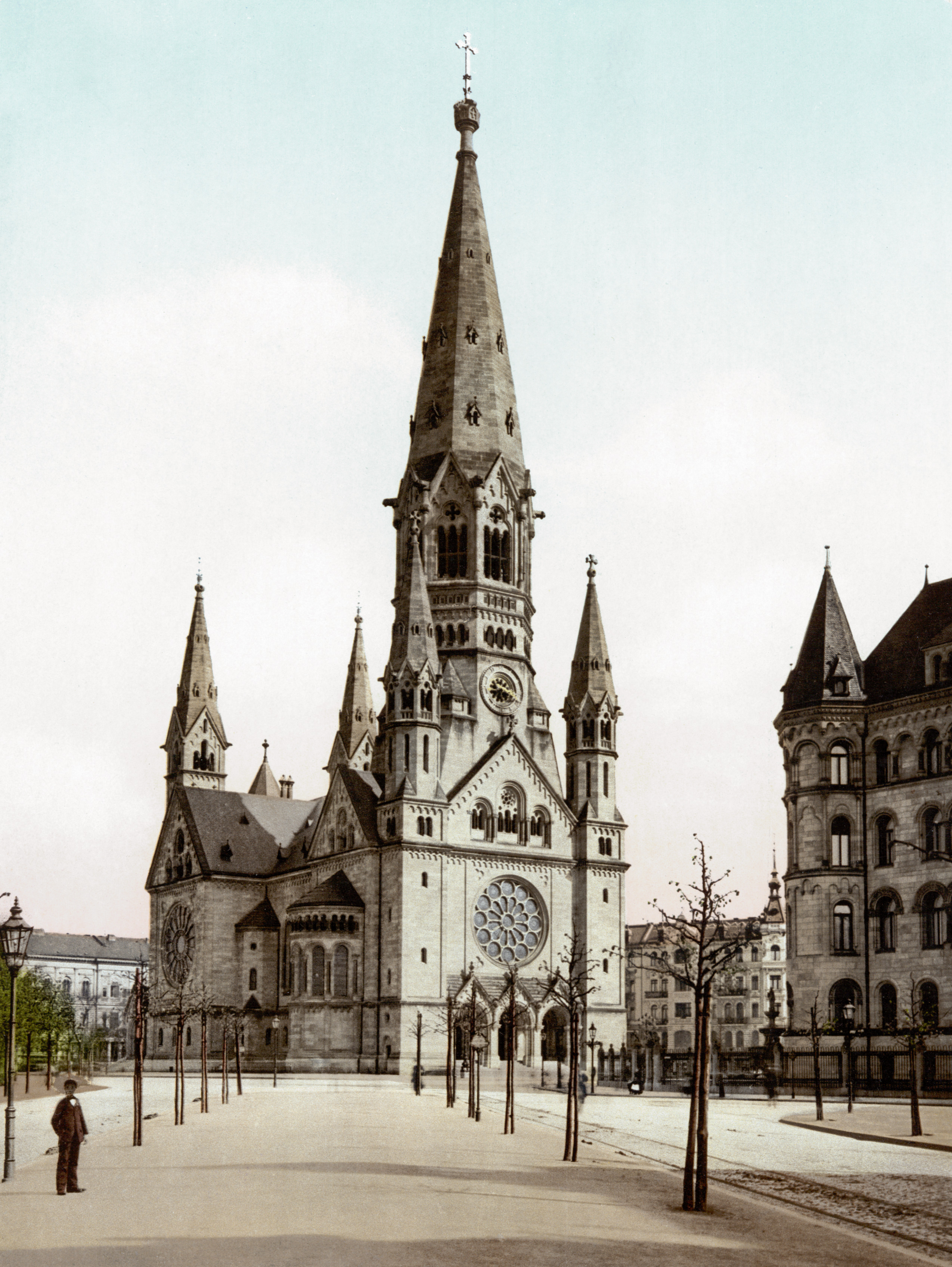
Kaiser-Wilhelm-Gedächtniskirche, cirka 1900
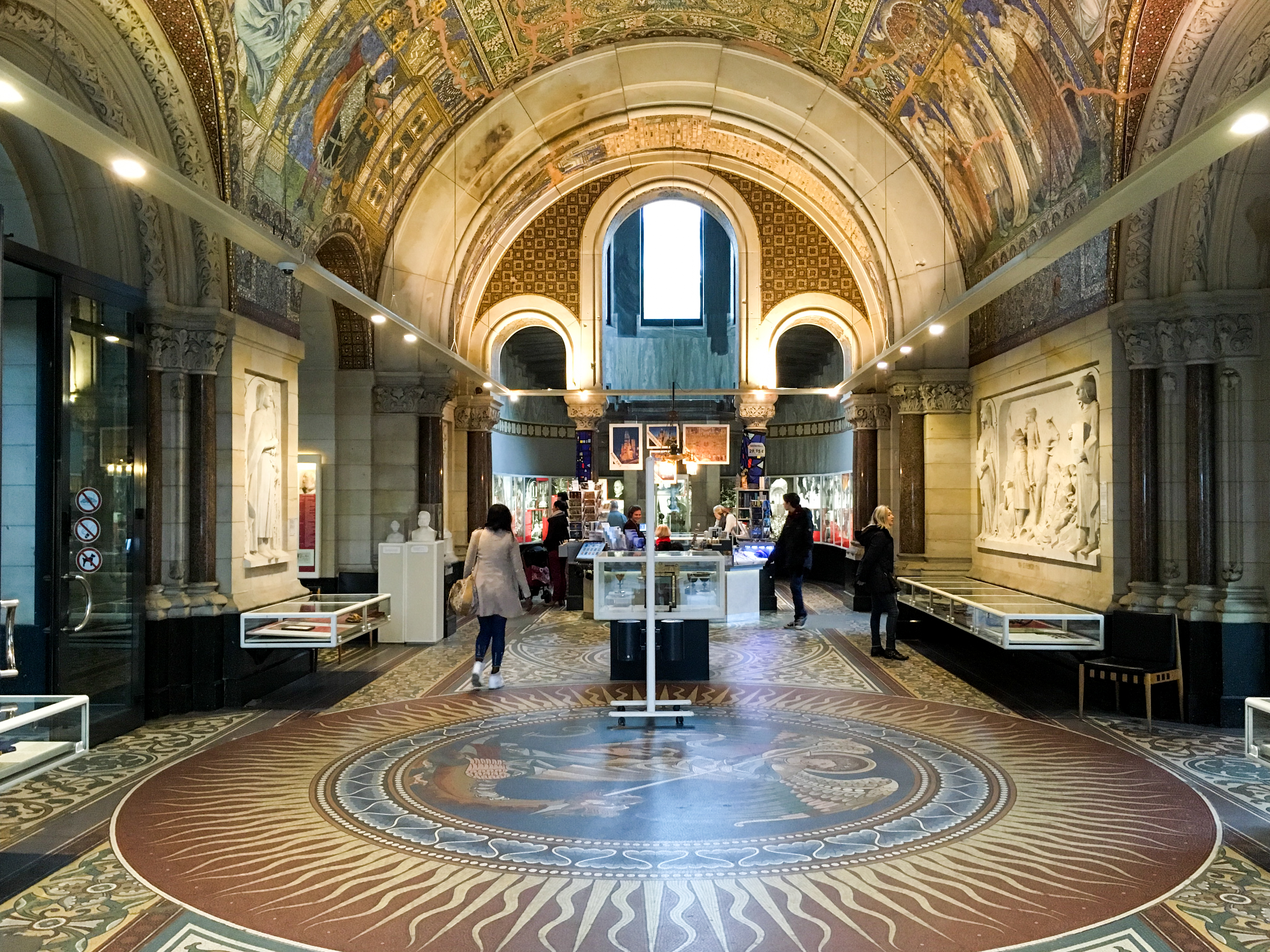
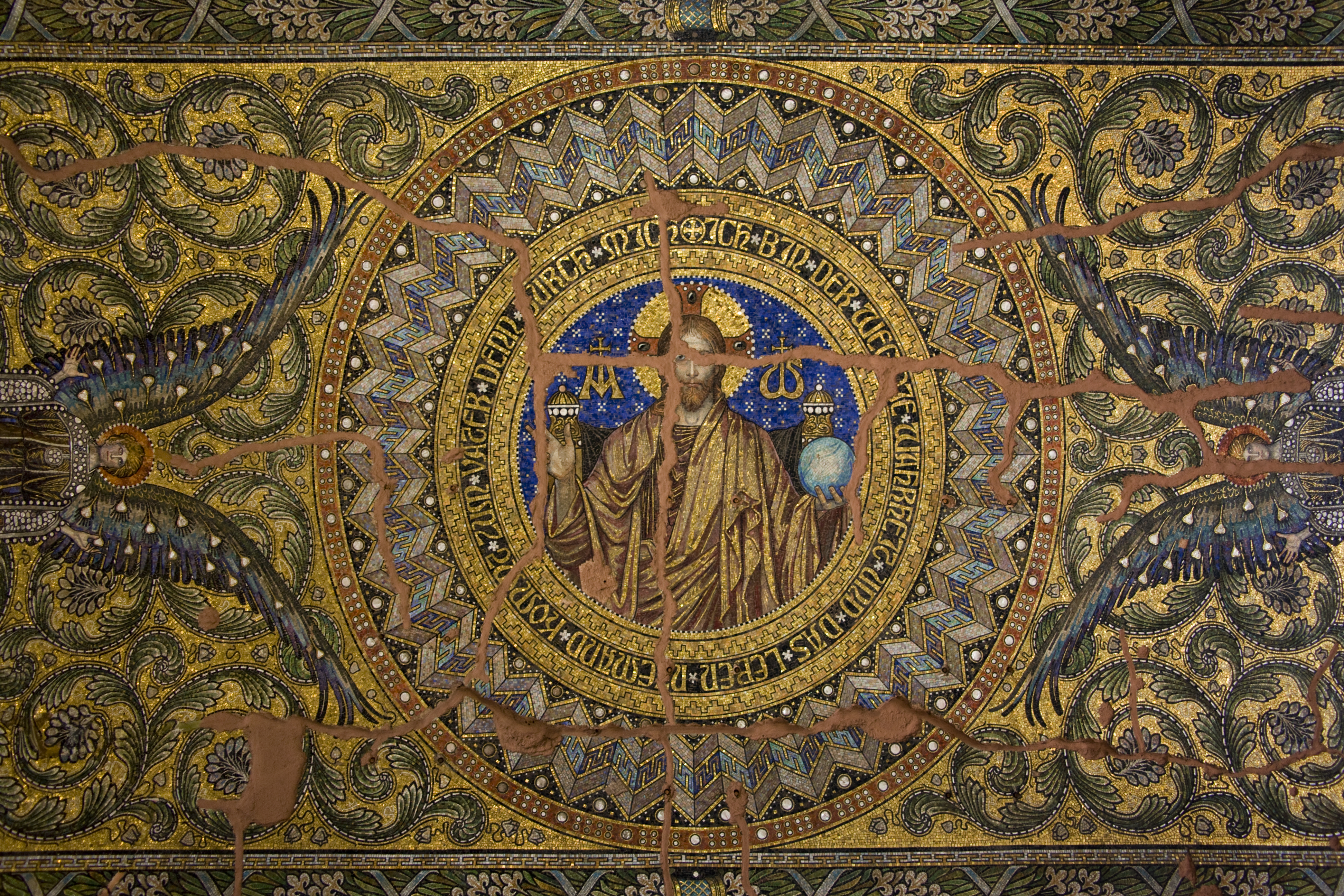
Takmosaiken inne i kyrkan
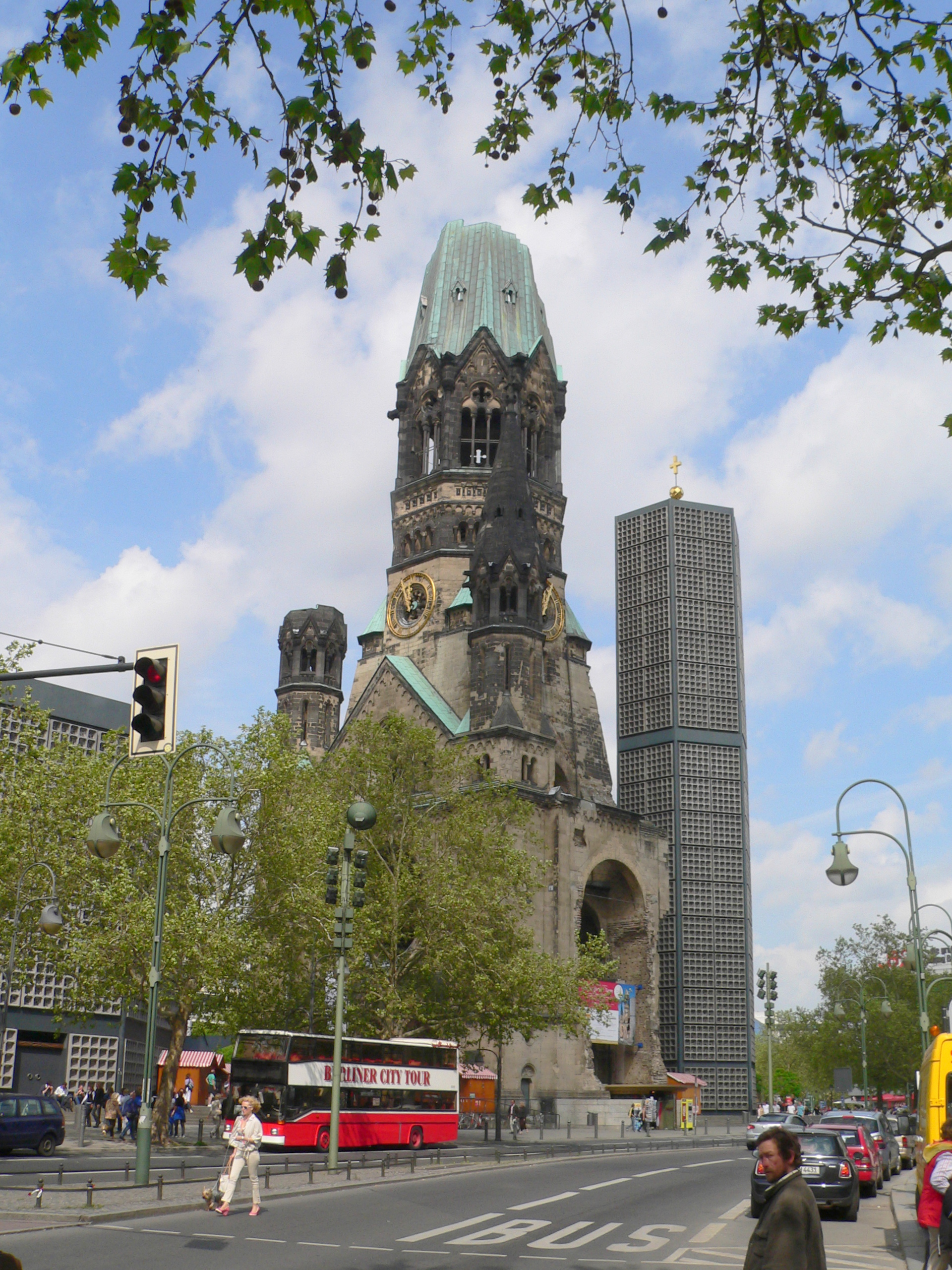